# 閻晉卿
阎晋卿（？—951年1月1日），五代十国后汉官员，忻州人。
阎晋卿家世富豪，年轻时出仕河东，历任至客将。刘知远在河东，阎晋卿颇受信用。乾祐年间，历任阁门使，判四方馆。不久，关西叛乱，李守贞派王继勋率精锐袭击后汉军队的营栅。刘词率领众将士反击。客省使阎晋卿说：“贼军铠甲上都有黄纸，被火光一照，容易辨认，但兵众没有斗志怎么办。”副将李韬说：“哪有太平无事时吃君王俸禄，有危急却不冒死搏斗的。”举起长矛带头冲锋，众兵将跟上。王继勋受重伤，河中兵将退却，死亡七百人。郭从义至京兆讨赵思绾，阎晋卿偏师以攻敌垒。平定三镇后，为内客省使，为父丁忧，起复前职。王章设宴聚会朝廷显贵，饮酒尽兴，用手势行酒令，史弘肇不熟悉酒令，客省使阎晋卿座位紧挨史弘肇，多次教他。苏逢吉嘲弄史弘肇说：“身旁有姓阎的人，何必担心罚酒。”史弘肇的妻子阎氏，原本是酒家娼妓，史弘肇以为苏逢吉在讥笑阎氏，勃然大怒，用脏话辱骂苏逢吉，苏逢吉不回嘴。史弘肇要揍他，苏逢吉起身离去。当时宣徽使出缺，阎晋卿按次序应当担任宣徽使，但迟迟没有递补，因此怨恨执政。乾祐三年（950年），李业等计划杀死杨邠、史弘肇，和阎晋卿一起同谋。阎晋卿害怕，想要告诉史弘肇，但史弘肇不见他。阎晋卿夜间在中堂悬挂刘知远画像，在前泣祷，第二天戎服入朝。杨邠、史弘肇被杀后，汉隐帝以阎晋卿为权侍卫马军都指挥使。十一月二十一日（951年1月1日），北郊兵败，汉隐帝被弑，阎晋卿在家自杀。